# Couze-et-Saint-Front
Couze-et-Saint-Front is een gemeente in het Franse departement Dordogne (regio Nouvelle-Aquitaine) en telt 759 inwoners (1999). De plaats maakt deel uit van het arrondissement Bergerac.
Couze-et-Saint-Front ligt aan de Dordogne en was in het verleden bekend om zijn papierproductie. Al in 1530 werd er een watermolen gebouwd nabij de Dordogne op de beek Couze. Deze Moulin de la Rouzique werd gebruikt voor de papierproductie. De industriële productie is gestopt halfweg de 20e eeuw maar sindsdien wordt er nog op artisanale wijze papier gemaakt. De watermolen is sinds 1989 beschermd als historisch monument.

## Geografie
De oppervlakte van Couze-et-Saint-Front bedraagt 8,2 km², de bevolkingsdichtheid is 92,6 inwoners per km².
De onderstaande kaart toont de ligging van Couze-et-Saint-Front met de belangrijkste infrastructuur en aangrenzende gemeenten.

## Demografie
Onderstaande figuur toont het verloop van het inwonertal (bron: INSEE-tellingen).